# William Cross (rugby)
Pour les articles homonymes, voir Cross.
William Cross (Glasgow, 10 septembre 1850 - Bournemouth, 16 octobre 1890) est un joueur international écossais de rugby.
Il fait partie de l'équipe d'Écosse de rugby qui affronte l'Angleterre dans ce qui constitue le tout premier match international de rugby de l'histoire, en 1871. Il devient à cette occasion le tout premier joueur à marquer un point lors d'un match international. Il ne rejouera qu'une fois de plus pour son pays, l'année suivante.

## Carrière en rugby

### Carrière amateur
William Cross a joué pour les Glasgow Academicals et les Merchistonians,.
Il a participé au premier match de district provincial au monde en 1872 : l'« inter-city », un match entre le district de Glasgow (en) et celui d'Édimbourg (en). Cross a joué pour Glasgow à la charnière.

### Carrière internationale

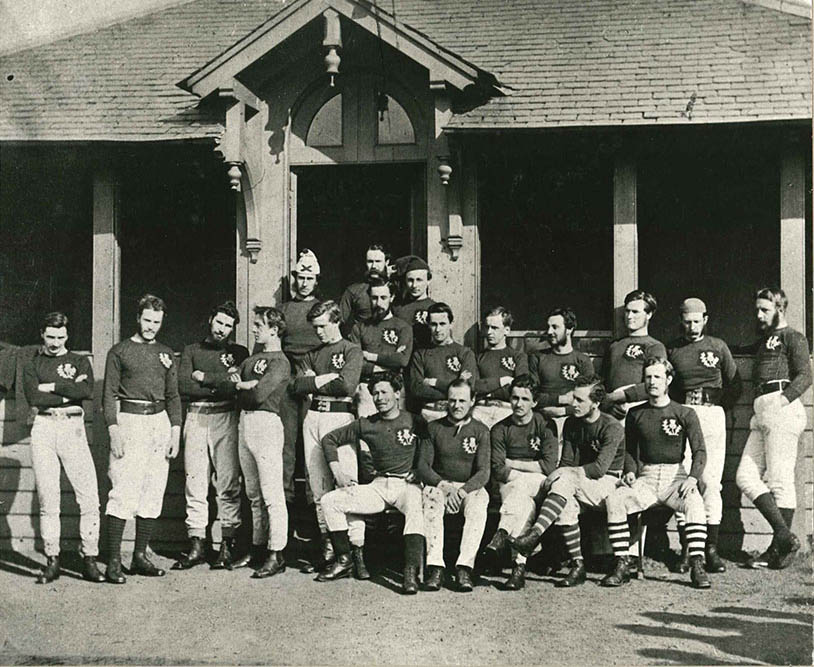
La première équipe nationale de rugby d'Écosse, lors du match de mars 1871 contre l'Angleterre à Édimbourg.

William Cross a joué dans la toute première équipe d'Écosse de rugby lors du tout premier match international de rugby de l'histoire. Après une tentative d'essai jugée ratée de George Ritchie, Angus Buchanan marque un essai — le premier essai international — que transforme Cross, celui-ci devenant ainsi le premier joueur à inscrire un point lors d'un match international (les essais ne rapportant aucun point à cette époque). Les Anglais inscrivent à leur tour un essai, mais il n'est pas transformé. À 90 secondes de la fin, l'Écosse met beaucoup de pression en attaque et obtient une touche près de la ligne anglaise ; dans l'alignement, John Arthur commet un en-avant polémique (il est autorisé en Écosse mais pas en Angleterre) qui lobe la défense anglaise, et Cross se saisit du ballon pour marquer un deuxième essai. Il ne le transforme pas mais l'Écosse remporte ce premier match international sur le score final de 1 à 0,,.
Cross a joué un seul autre match international : le match retour en Angleterre qui s'est tenu à The Oval le 5 février 1872 (victoire de l'Angleterre 2 à 1),.

### Carrière d'arbitre et de dirigeant
Après la fin de sa carrière internationale de joueur, William Cross est devenu le deuxième arbitre international de rugby de l'Écosse lorsqu'il a arbitré une rencontre entre l'Écosse et l'Angleterre. Ce fut son seul match international en tant qu'arbitre.
Il a aussi arbitré le match « inter-city » de 1882 entre les districts de Glasgow et d'Édimbourg.
En 1882, il devient le 10e président de la Fédération écossaise de rugby.

## Famille
Son frère, Malcolm Cross (en) (1856-1919), a lui aussi été un joueur international écossais : il compte neuf capes.